# Jon Anderson

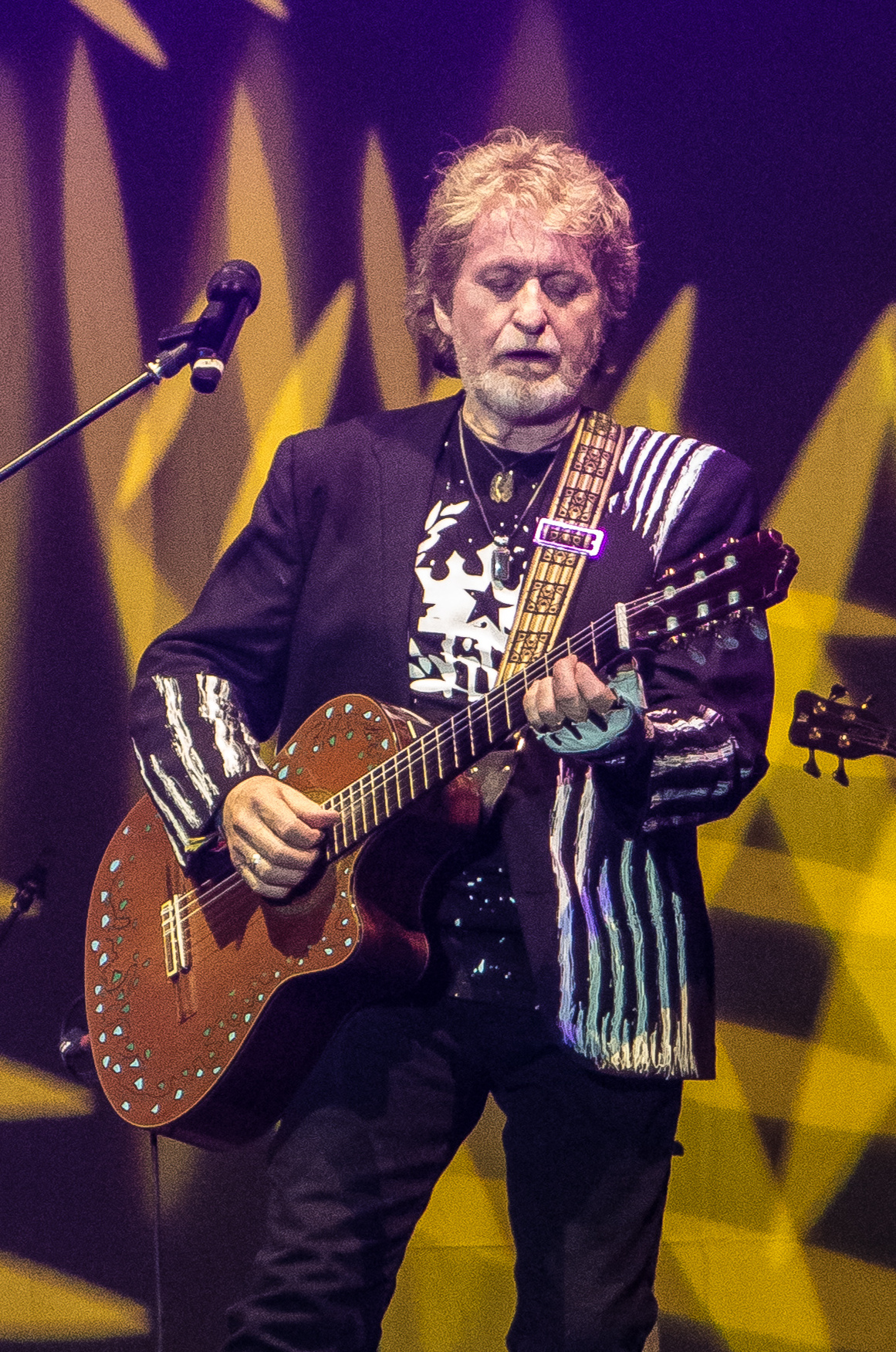
Jon Anderson (2017)

Jon Anderson (* 25. Oktober 1944 als John Roy Anderson in Accrington, Lancashire, England) ist ein britischer Rockmusiker und -sänger, der vor allem durch seine Mitgliedschaft bei der von ihm 1968 mitgegründeten Progressive-Rock-Band Yes bekannt geworden ist. Charakteristisches Merkmal Andersons ist sein hoher Gesang.

## Karriere

### Little John’s Skiffle Group und The Warriors (1954–1967)
Schon als Junge musste John Anderson (er strich das h erst später, in seiner Londoner Zeit) zum Einkommen seiner Familie beitragen. Er arbeitete unter anderem als Milchmann. Sein musikalischer Werdegang begann dann 1954, als der Zehnjährige als Waschbrettspieler Mitglied der Little John’s Skiffle Group wurde, die vornehmlich Stücke von Lonnie Donegan spielte. 1962 trat er als Sänger der Band The Warriors seines Bruders Tony bei, die sich zeitweise auch The Electric Warriors nannte.

Die anderen Bandmitglieder waren Michael Brereton (Leadgitarre), Rodney Hill (Rhythmusgitarre), David Foster (Bass) und der spätere King-Crimson-Schlagzeuger Ian Wallace. Die Band spielte vornehmlich in Nordengland und veröffentlichte zwei Singles bei Decca: You Came Along und Don’t Make Me Blue. Während einer Konzertreise nach Deutschland verließ Anderson die Warriors.
Auf dem zweiten Yes-Album Time and a Word finden sich zwei Stücke, die Anderson zusammen mit David Foster geschrieben hatte: Sweet Dreams und das Titelstück Time and a Word.

### Hans Christian, Gun (1968)
Anderson veröffentlichte zwei Singles unter dem Künstlernamen Hans Christian: Never My Love, eine Coverversion des damals aktuellen Hits von The Association, und The Autobiography of Mississippi Hobo.
Kurzzeitig war er Mitglied der Band The Gun der Brüder Paul und Adrian Gurvitz. Er hatte allerdings nur einen einzigen Auftritt, bevor er die Band verlassen musste. Die Band hatte danach, im Oktober 1968, einen großen Hit mit Race With the Devil. Das Cover ihres ersten Albums gestaltete der Fantasy-Künstler Roger Dean, der später für zahlreiche Yes-Albumcover verantwortlich zeichnen sollte. Die Gurvitz-Brüder wurden später vor allem durch ihre Zusammenarbeit mit Ginger Baker in der Band Baker Gurvitz Army bekannt.

### Yes (seit 1968)

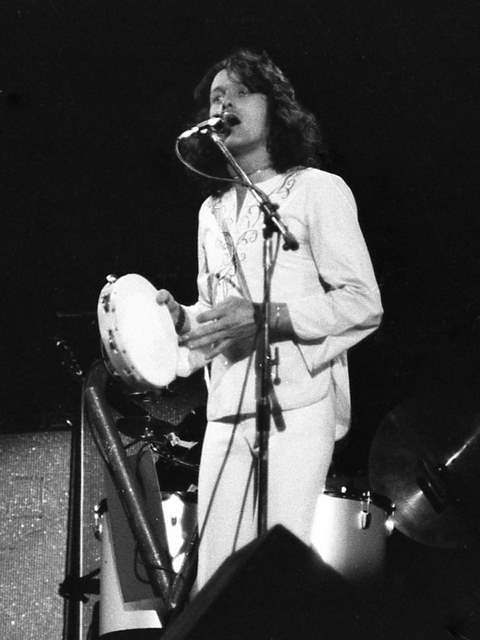
Jon Anderson (1973)

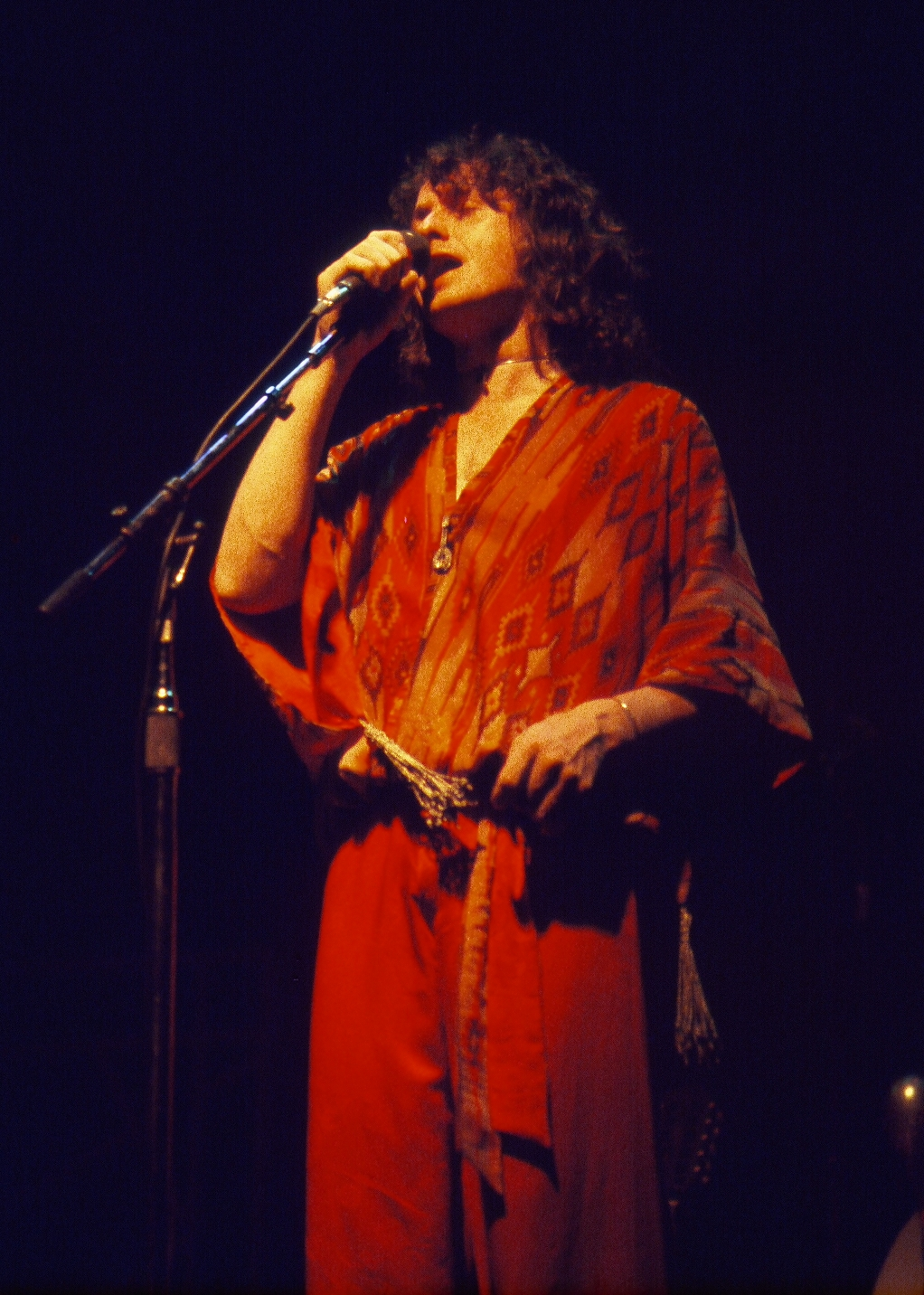
Jon Anderson (1977)

Im Jahr 1968 hielt sich Anderson mit einem Job im Londoner Club La Chasse über Wasser. Der Clubmanager Jack Barrie stellte ihm den Bassisten Chris Squire vor, der zu dieser Zeit mit seiner Band Mabel Greer’s Toyshop unterwegs war. Anderson trat Squires Band bei, die sich nach einigen Umbesetzungen im Sommer 1968 nach einem Vorschlag des Gitarristen Peter Banks in Yes umbenannte. Die Urbesetzung war: Anderson, Squire, Banks, Bill Bruford (Schlagzeug) und Tony Kaye (Orgel).
Anderson sang mit der Band bis 1978 neun Studioalben ein. Während der Arbeit an dem nie veröffentlichten zehnten Album (Paris Sessions) in Paris verließ er zusammen mit Rick Wakeman aus künstlerischen, finanziellen und persönlichen Gründen die Band. Yes verwarfen daraufhin das mit Anderson erarbeitete Material, ersetzten Anderson und Wakeman durch Trevor Horn und Geoff Downes von den Buggles und schrieben ihr zehntes Studioalbum Drama.
Anderson widmete sich nun verstärkt seiner Zusammenarbeit mit Vangelis (Alben Short Stories, 1980 und The Friends of Mr. Cairo, 1981) und nahm seine mit dem Album Olias of Sunhillow (1976) begonnene Solokarriere mit den Alben Song Of Seven (1980) und Animation (1982) wieder auf.
Nach den gescheiterten XYZ-Sessions hatte Chris Squire zusammen mit dem Yes-Schlagzeuger Alan White und dem südafrikanischen Sänger und Gitarristen Trevor Rabin das Projekt Cinema gegründet (s. 90125). Die Plattenfirma hielt es allerdings für notwendig, dass die neue Band einen alleinigen Frontmann bekam. Als Squire an Anderson herantrat, war dieser von dem neuen Songmaterial so begeistert, dass er spontan zusagte auf dem neuen Album zu singen. Eine Umbenennung in Yes lag damit, schon aus Marketinggründen, nahe, da man somit keine neue Band auf dem Markt etablieren musste.
Während der Arbeiten an den beiden nun folgenden Yes-Alben 90125 und Big Generator übernahm Rabin immer mehr die Führung der Band, die seit den 1970er Jahren Anderson innezuhaben gewohnt war. Frustriert verließ dieser 1988 die Band zum zweiten Mal und gründete mit drei ehemaligen Yes-Mitgliedern das Projekt Anderson, Bruford, Wakeman, Howe.
Nach nur einem Album (betitelt Anderson Bruford Wakeman Howe) und einer erfolgreichen Welttournee des neuen Yes-Projekts fusionierte Anderson die beiden Bands zu einem achtköpfigen Yes-Lineup, das großen kommerziellen Erfolg zu versprechen schien. Als dieser jedoch nach einem aus sehr heterogenem Material der beiden Bands zusammengestückelten Album (Union, 1991) und einer weiteren Welttournee ausblieb, reduzierte man Yes auf Druck der Plattenfirma auf die 80er-Besetzung Anderson, Kaye, Rabin, Squire, White.
Damit war Anderson wieder Vollmitglied bei Yes.
Von 2004 bis 2008 legten Yes die längste Pause ihrer Bandgeschichte ein. Manche behaupten, dass diese lange Abstinenz weniger auf die gesundheitlichen Probleme Andersons (und Wakemans) zurückzuführen sei, sondern ihre Gründe eher darin gehabt habe, dass Andersons spirituelle Führerin, die „Divine Mother“ Audrey Kitagawa (die ihm, wie er selbst sagt, dabei hilft, „in die vierte Dimension zu sehen“), dringend davon abgeraten habe, vor dem Jahr 2008 live aufzutreten. Dies war jedenfalls von Anderson als Grund für die Absage eines Auftritts an der PG School of Rock Music im Juli 2007 angegeben worden, und man hatte schon früher Gründe spiritueller Natur von ihm gehört. Mittlerweile hat das Management aufgrund der Verärgerung mancher Fans (und der anderen Bandmitglieder, vor allem Steve Howes, Squires und Whites) allerdings von dieser Erklärung Abstand genommen und wieder die gesundheitlichen Gründe ins Spiel gebracht.

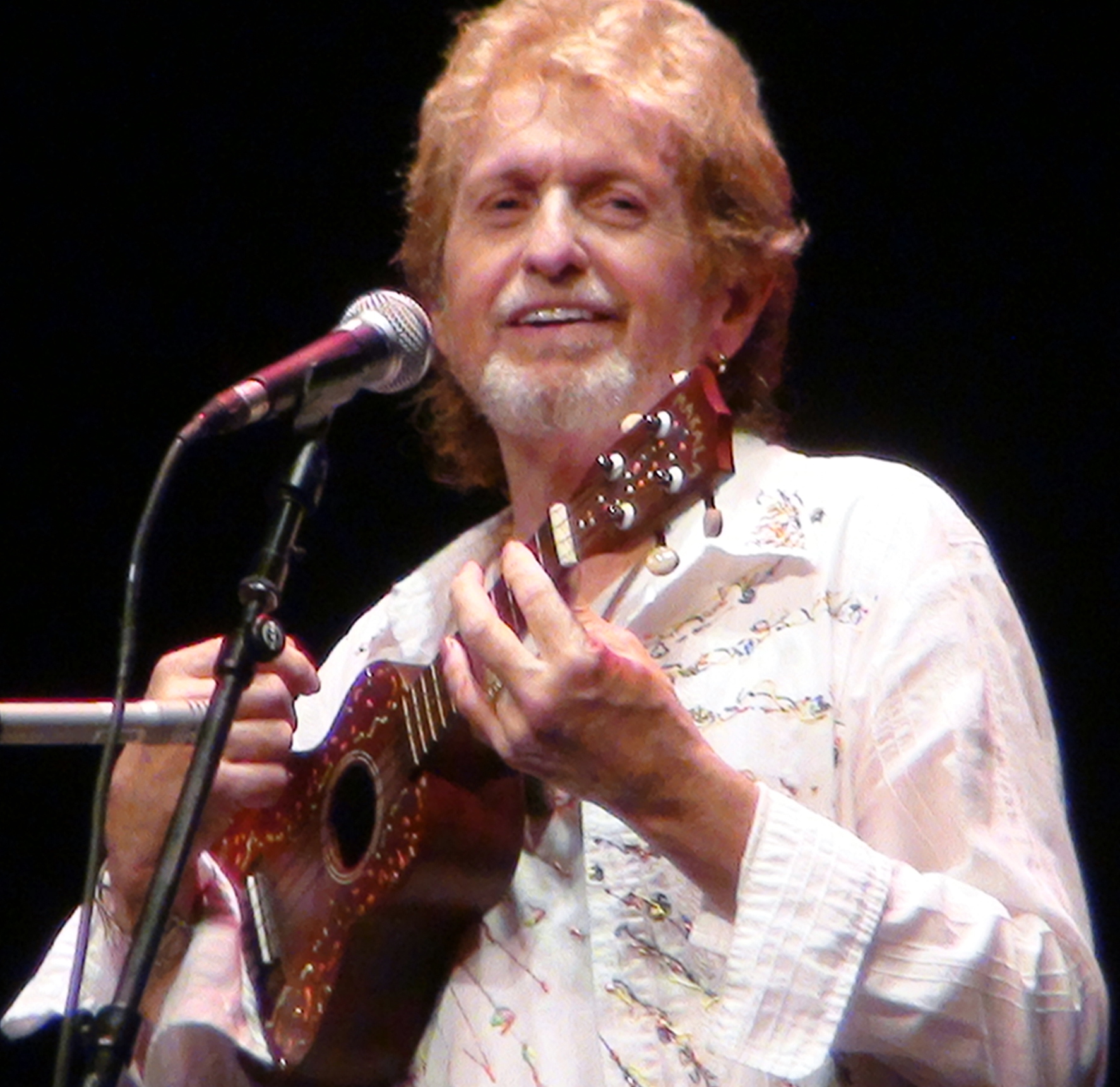
Jon Anderson (2011)

Eine für den Sommer 2008 geplante Yes-Comeback-Tournee wurde am 4. Juni 2008 aufgrund gesundheitlicher Probleme Andersons abgesagt. Einige Wochen zuvor war dieser mit einem akuten Asthma-Anfall ins Krankenhaus eingeliefert worden, infolge dessen er für zwei Minuten klinisch tot war. Trotz schneller Erholung rieten ihm seine Ärzte von einer Konzerttournee ab. Für Anderson kam zuerst Benoît David als Sänger, mit dem das Album Fly from Here aufgenommen wurde, und ab 2012 Jon Davison.
Im Rahmen einer Livetournee zum 50. Band-Geburtstag trat eine neue Formation unter dem Namen Yes Featuring Jon Anderson, Trevor Rabin, Rick Wakeman in Erscheinung. Als zusätzliche Livemusiker neben Anderson, Rabin und Wakeman wirkten Lee Pomeroy und Lou Molino III mit. Die Tournee führte die Band durch zahlreiche Städte in Europa, insbesondere auch in das O2 Apollo Manchester.

### Jon & Vangelis (1975–1991)
Im Sommer 1975 nahm Anderson für das Album Heaven and Hell des griechischen Keyboarders Vangelis den Song So Long Ago, So Clear auf. Es war der Beginn einer langjährigen Zusammenarbeit, die mit dem ersten Jon-&-Vangelis-Album Short Stories mit der Singleauskopplung I Hear You Now 1980 erfolgreich zu werden begann. Das Duo veröffentlichte bis 1983 drei Alben, ein viertes, letztes, kam 1991 dazu.
1982 kam der Jon & Vangelis-Titel I’ll find my Way home bis auf Platz 6 der deutschen Singlecharts.

### Olias of Sunhillow (1975/76)
1975 nahmen sich alle damaligen Yes-Mitglieder eine Auszeit, um an Soloprojekten zu arbeiten. Jon Andersons Album Olias of Sunhillow erschien als letztes, 1976.
Olias of Sunhillow erzählt den Hintergrund einer Geschichte, die der Yes-Illustrator Roger Dean auf den Yes-Albumcovers von Fragile, Close to the Edge, Yessongs und Tales from Topographic Oceans darstellt, den Zerfall eines Planeten und die Reise seiner Bruchstücke als „Sporen“ für neue Welten und die Flucht eines Raumschiffs von der zerberstenden Welt: Drei mythische Anführer – Olias, Ranyart und Qoquaq – vereinen die vier verfeindeten Stämme des dem Untergang geweihten Planeten Sunhillow, bauen durch Olias’ Gesang das lebendige Schiff Moorglade Mover und bringen die Bevölkerung vor der drohenden Katastrophe in die Sicherheit ihrer neuen Heimat, der Erde. Diese Geschichte wird durch die Musik, über die Covergestaltung des Künstlers Dave Roe und eine Erzählung vermittelt, die auf einem frühen Ausgaben des Albums beiliegenden Bogen zusätzlich ins Deutsche übersetzt ist.
Anderson verwendet dabei Zahlensymbolik: Die vier Anfangsbuchstaben der Stammesnamen stehen für die der Stämme unserer Welt, in Andersons Weltbild Negro, Asian, Oriental and Nordic. Der Erdkreis Sunhillows steht für die 1 und die drei Anführer für die 3. Dementsprechend wird das Symbol Olias’ auf der Rückseite des Albumcovers von einem Kreis, einem Dreieck und einem Quadrat gebildet. Der Kreis steht für das Einssein aller und für Sunhillow, das Dreieck für die Anführer Olias, Ranyart und Qoquaq (es spielt auch auf die Dreieinigkeit an), das Quadrat wiederum steht für die Individualität der Stämme. Damit ähnelt des Olias-Symbol deutlich dem der Rosenkreuzer.
Anderson verknüpft diese Motive, die zumeist klassischen Mythologien entlehnt sind (Exodus, Noah und die Arche, die Dreifaltigkeit) mit zeitgenössischen esoterischen Themen (das Album ist von The Initiation of Life und The Finding of the third Eye, zwei Büchern der spirituellen Autorin Vera Stanley-Adler, inspiriert), die auch zentrale Elemente des Yes-Mythologie sind: eine positive Haltung der Welt und dem Leben gegenüber, Mystizismus, Prophetie, Frieden, Respekt vor der Natur, Hoffnung für die Zukunft und nicht zuletzt die Kraft der Musik (Olias formt das Schiff durch seinen Gesang).
Die Musik selbst ist geprägt von der visionären Kraft und dem Reichtum an musikalischer Erfahrung, die Anderson mitbringt. Er fügt 23 Themen zu einem geschlossenen Album ohne konventionelle Songstrukturen zusammen, das er durch die Überlagerung vieler Tonspuren zu einem dichten Gewebe melodischer und rhythmischer Figuren formt, die fließend ineinander übergehen. Machart und Soundgestalt dieses Album sind damit einzigartig, es gilt als Vorläufer und Prototyp der in den 1980ern aufkommenden New-Age-Musik. Olias of Sunhillow ist zusammen mit Chris Squires Fish out of Water das am stärksten stilprägende Soloalbum eines Yes-Musikers.
Anderson trug in dieser Zeit auch einen Beitrag zum Soloalbum Ramshackled des Yes-Schlagzeugers Alan White bei.

### Spätere Soloarbeiten
Seit 1979 veröffentlichte Anderson mehr oder weniger regelmäßig Soloalben, die die Entwicklung des Künstlers zur eigenständigen Musikerpersönlichkeit dokumentieren. Hervorzuheben sind u. a. Song of Seven (1979), das mit dem gleichnamigen Titelstück ein kleines Meisterwerk enthält und auf dem mit Some are Born und Days zudem von Yes nicht verwendetes Material zu hören ist und Change we Must (1994), das mit klassisch inspiriertem Material, etwas moderner Klassik und orchestrierten Klassikern wie State Of Independence oder Hearts eine gelungene Veröffentlichung darstellt. Das Album Toltec (1994) erinnert als Konzeptalbum mit seinem exotischen, von vielen Perkussionsinstrumenten geprägten, fließendem Sound wieder an das vielgelobte Debüt Olias Of Sunhillow (1976). Auch die anderen Alben bieten eine große Bandbreite verschiedener Stile, von Rock (Animation), Pop (In The City Of Angels, The More you know) über Latin Pop (Deseo), Unplugged (Earthmotherearth) bis hin zu meditativer Musik (Angel’s Embrace), Irish Folk (The Promise Ring) und Weihnachtsliedern im modernen Popgewand(3 Ships). Mit dem Einzug der neuen Medien in das Alltagsleben im 21. Jahrhundert hat sich auch das Produktionsverhalten Jon Andersons’ geändert. Seit dem letzten regulären Album The More You Know hat der Künstler etliche seiner Arbeiten, meist einzelne Songs, Kollaborationen mit anderen Musikern oder Produzenten, ausschließlich im Internet veröffentlicht, manche Songs sogar nur auf bestimmten Plattformen wie z. B. Twitter. Seine vielfältigen Soloaktivitäten, ein deutliches Signal seiner Vitalität und Geschäftigkeit nach einer Phase der Krankheit und Genesung und seine diversen Liveaktivitäten werden auf youtube ausführlich dokumentiert.

### Das Chagall-Musical
In den 80er und 1990er Jahren arbeitete Anderson an einem bis heute unveröffentlichten Musical über den Maler Marc Chagall. Von den meisten Stücken dieses Musicals existieren bislang nur Demoversionen. Lediglich zwei Songs sind bis heute veröffentlicht worden: Picasso, ein Song über den Maler Pablo Picasso, als Bonustrack auf der Rhino-Version des Yes-Albums Tormato (im Video YesYears sieht man Anderson kurz, wie er das Stück singt und sich dabei auf einer Akustikgitarre selbst begleitet) und Chagall Duet auf Andersons Soloalbum Change we must.

### Weitere Zusammenarbeit
Außerdem arbeitete er neben seinen Solo-Aktivitäten im Laufe der Jahre als Gastsänger bei vielen anderen Künstlern und Projekten mit, u. a. King Crimson, Album Lizard, Kitarō, Album Dream, Vangelis, Alben See You Later und Opera Sauvage (auf letzterem als Harfenist!), Mike Oldfield, Album Crises und Single Shine, Tangerine Dream, Soundtrack Legend, Dream Theater, Album Systematic Chaos, Peter Machajdík, Album Namah, Toto, Album The Seventh One, Soundtrack Metropolis, Soundtrack St. Elmo’s Fire, Glass Hammer, Album Culture Of Ascent u. a. m.

### Familie
Jon Anderson ist in zweiter Ehe mit Jane Luttenberger verheiratet. Er hat drei Kinder aus seiner ersten Ehe mit Jennifer Baker: Deborah Anderson, die auf dem Album Angel Milk (2005) der französischen Elektropop-Band Télépopmusik mitgewirkt hat, Jade Anderson, die ebenfalls eine Gesangskarriere verfolgt, und der Musiker Damion Anderson.

## Diskografie

### Mit Vangelis (Jon & Vangelis)
- 1980: Short Stories
- 1981: The Friends of Mr. Cairo
- 1983: Private Collection
- 1984: Best of Jon and Vangelis
- 1991: Page of Life

### Mit Rick Wakeman
- 2010: Living Tree

### Mit Roine Stolt
- 2016: Invention of Knowledge

### Singles als Hans Christian Anderson
- 1968: Never My Love / All of the Time
- 1968: Autobiography of a Mississippi Hobo / Sonata of Love

### Solo-Alben als Jon Anderson
- 1976: Olias of Sunhillow (UK: Silber)[5]
- 1979: Song of Seven
- 1982: Animation
- 1985: 3 Ships
- 1988: In the City of Angels
- 1992: Dream
- 1994: Change We Must
- 1994: Deseo
- 1995: The Deseo Remixes
- 1995: Angels Embrace
- 1996: Toltec
- 1997: The Promise Ring
- 1997: Earth Mother Earth
- 1998: The More You Know
- 2005: Tour of the Universe (DVD)
- 2006: Live from La La Land at the Roxy Los Angeles (2 CD)
- 2008: From Me To You
- 2011: Survival & Other Stories
- 2011: Open (nur als Download)
- 2019: 1000 Hands: Chapter One
- 2024: True mit The Band Geeks

### Weitere Solo-Aktivitäten
- 1984: Soundtrack – Metropolis
  - Cage of Freedom
- 1985: Soundtrack – Scream for Help
  - Silver Train
  - Christie
- 1985: Soundtrack – St. Elmo’s Fire
  - This Time Was Really Right
- 1986: Single
  - Shine (mit Mike Oldfield)
- 1986: Soundtrack – Biggles
  - Do You Want to Be a Hero
  - Chocks Away
- 1989: Various Artists – Requiem for the America / Songs From the Lost World
  - Within the Lost World
  - Far Far Cry

AndersonPonty Band
- 2015: Better Late Than Never